# Palais des facultés de Caen
Le palais des facultés de Caen, appelé également grandes écoles, est un ancien bâtiment construit dans le centre-ville ancien de Caen au tournant des XVIIe et XVIIIe siècles pour abriter l'université de Caen. Agrandi au XIXe et XXe siècles, cet ensemble a été détruit lors de la bataille de Caen en 1944.

## Situation
Le palais des facultés était situé dans le centre-ville ancien de Caen. Il était compris entre la rue Pasteur au nord, la rue aux Namps à l'est, la rue Saint-Sauveur au sud et le chevet de l'église du Vieux Saint-Sauveur à l'ouest.

## Histoire

### Avant la Révolution
L'université de Caen est fondée en 1432 lors de l'occupation anglaise de la ville consécutive à la prise de la ville de Caen en 1417. Les premiers enseignements sont dispensés dans l'ancienne halle de la mercerie située rue des Cordeliers et occupée en partie par le bailliage et la vicomté de Caen,. En 1443, la demeure dans sa totalité est laissée à l'usage des facultés. Les locaux sont agrandis grâce à des donations en 1444. Une salle de la porte Saint-Julien était également utilisée comme amphithéâtre de médecine.
En 1476, l'université est transférée sur une propriété derrière le chevet de l'église Saint-Sauveur léguée par Marie de Clèves,.
L’architecte Brodon reconstruit les « grandes écoles », sur ce même emplacement. La première pierre est posée en 1694 par François de Nesmond, évêque de Bayeux. Les travaux sont terminés en 1704,. Avec son plan en forme de « U » s’organisant autour d’une cour régulière définie par le corps central du bâtiment, les deux ailes latérales perpendiculaires et fermée par une grille sur la rue de la Chaîne (actuellement rue Pasteur), cet édifice s'inspire, comme pour l'Université de Perpignan construite un demi-siècle plus tard, de l'architecture palatiale afin de marquer la présence de l'institution dans l'espace urbain.

### L’intermède révolutionnaire
L'établissement est fermé en 1791, anticipant ainsi de plus de deux ans la suspension de l'enseignement universitaire dans l'ensemble du pays le 15 septembre 1793. Une loi du 19 juillet 1796 préconise que les bâtiments nationaux des anciens collèges et universités soient employés de préférence pour l'établissement des écoles centrales ; celle du Calvados s'installe donc dans l'ancien palais de l'Université. La rentrée solennelle a lieu le 31 décembre 1796. Les écoles centrales sont finalement fermées le 1er mai 1802.

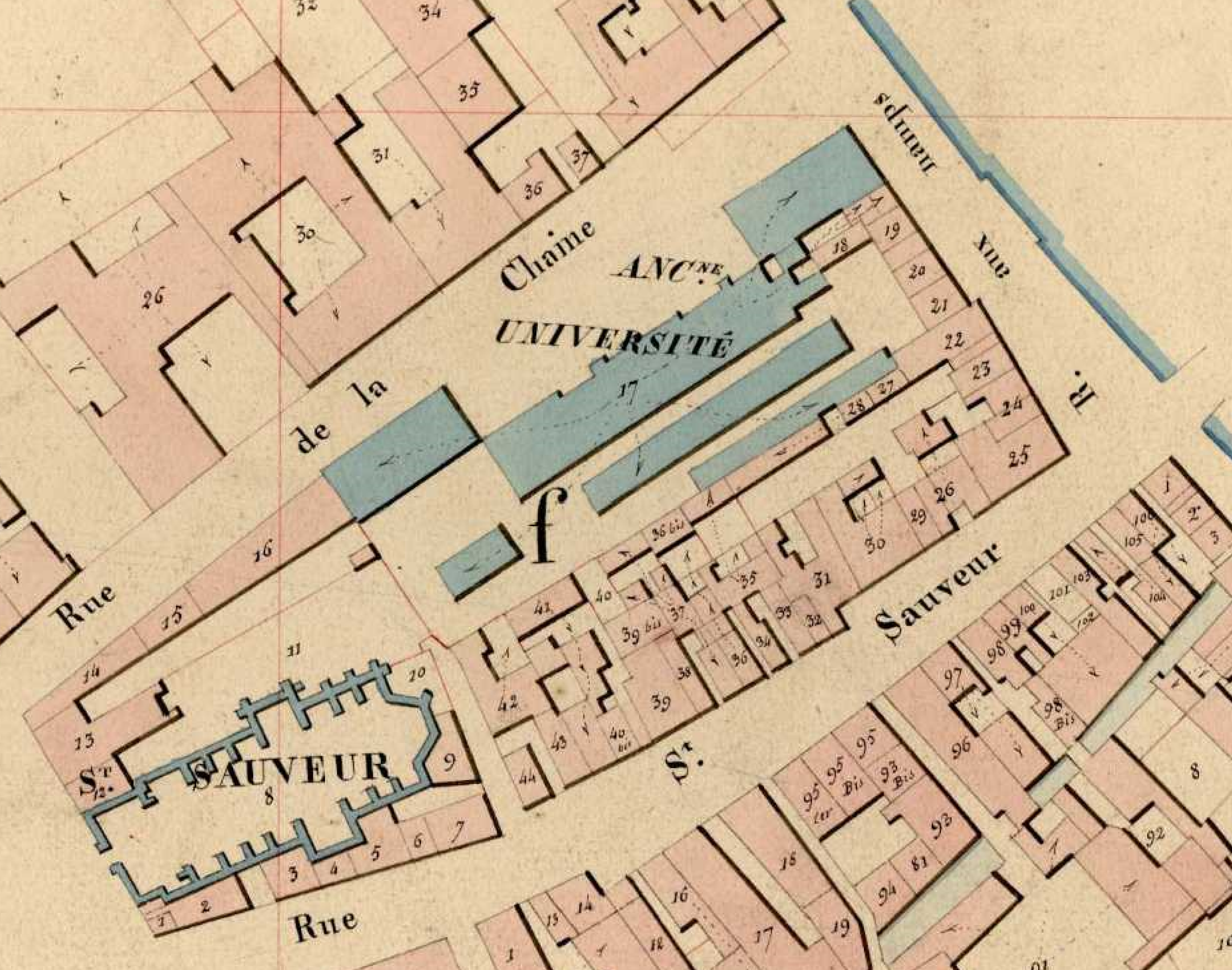
Le palais des facultés sur le cadastre napoléonien avant les extensions du XIXe siècle

### Après la Révolution : les extensions des

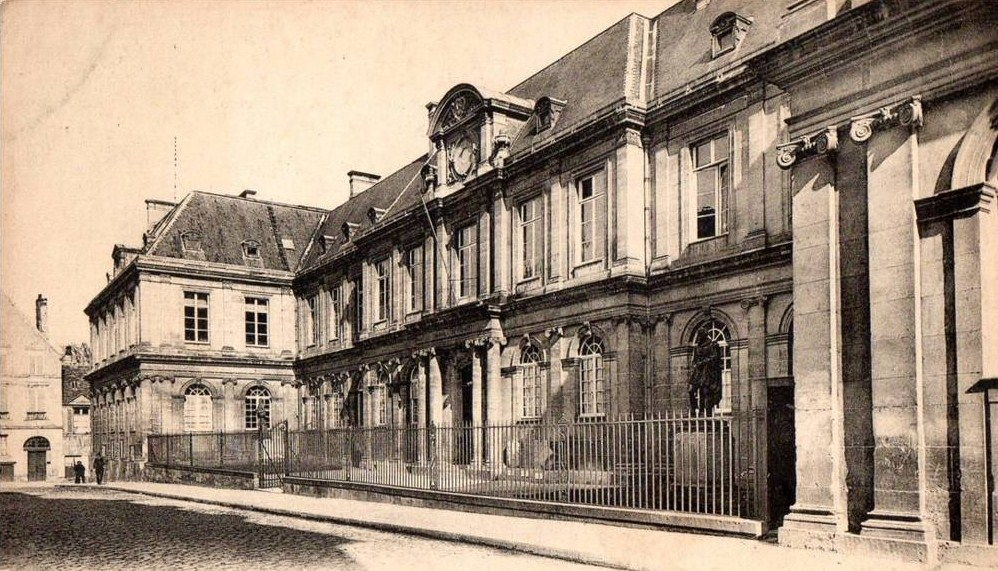
La façade sur la rue Pasteur après l'extension des années 1840

### Après la Révolution: les extensions desXIXe–XXesiècles
La cohabitation du palais de justice et de la faculté de droit
À partir de 1804, la plus grande partie des locaux est occupée par le tribunal civil. L'université est rétablie par la loi du 10 mai 1806 et cohabite avec l'administration judiciaire ; seul l'enseignement du droit se tient dans l'ancienne salle de théologie. Pour pallier le manque de place, les facultés sont éclatés dans différents locaux : la faculté des lettres et l'enseignement des mathématiques avec le lycée de Caen (ancienne abbaye aux Hommes), les cours de physique et d'histoire naturelle dans un amphithéâtre de l’hôtel de ville (ancien séminaire des Eudistes). En 1818, le recteur écrit deux pages de notes sur l'état des bâtiments occupés par les facultés où il estime que « le bâtiment des grandes écoles, lors même qu'il sera mis en entier à la disposition de l'académie est insuffisant ». En 1823, l'ancien collège des Arts, situé rue Pasteur également, est remis à disposition de l'université.
Le réaménagement des années 1840
Les bâtiments sont remaniés sous le rectorat de Jacques-Louis Daniel (1840 - 1852). En 1840, des plans d'agrandissement du palais sont présentés au Conseil des bâtiments civils afin d'accueillir la faculté des sciences. Le projet a deux composantes : la construction de trois nouveaux bâtiments à l'emplacement de l'ancien collège des Arts et l'ajout d'un étage au corps de bâtiment existant avec modifications des pavillons.
En 1843, le tribunal s'installe définitivement dans le palais de justice de la place Fontette ; dès la rentrée 1842, l'université dispose seule de ses anciens locaux. En 1844, les travaux d'agrandissement, par l'ajout d'un étage aux bâtiments en rez-de-chaussée, sont terminés. Les facultés de droit, de lettre et les enseignements théorique de médecine occupent le rez-de-chaussée. Le muséum d'histoire naturelle de Caen, fondé par la Société linnéenne de Normandie, est aménagé au dernier étage de l'université. Ce dernier est inauguré le 5 août 1847.

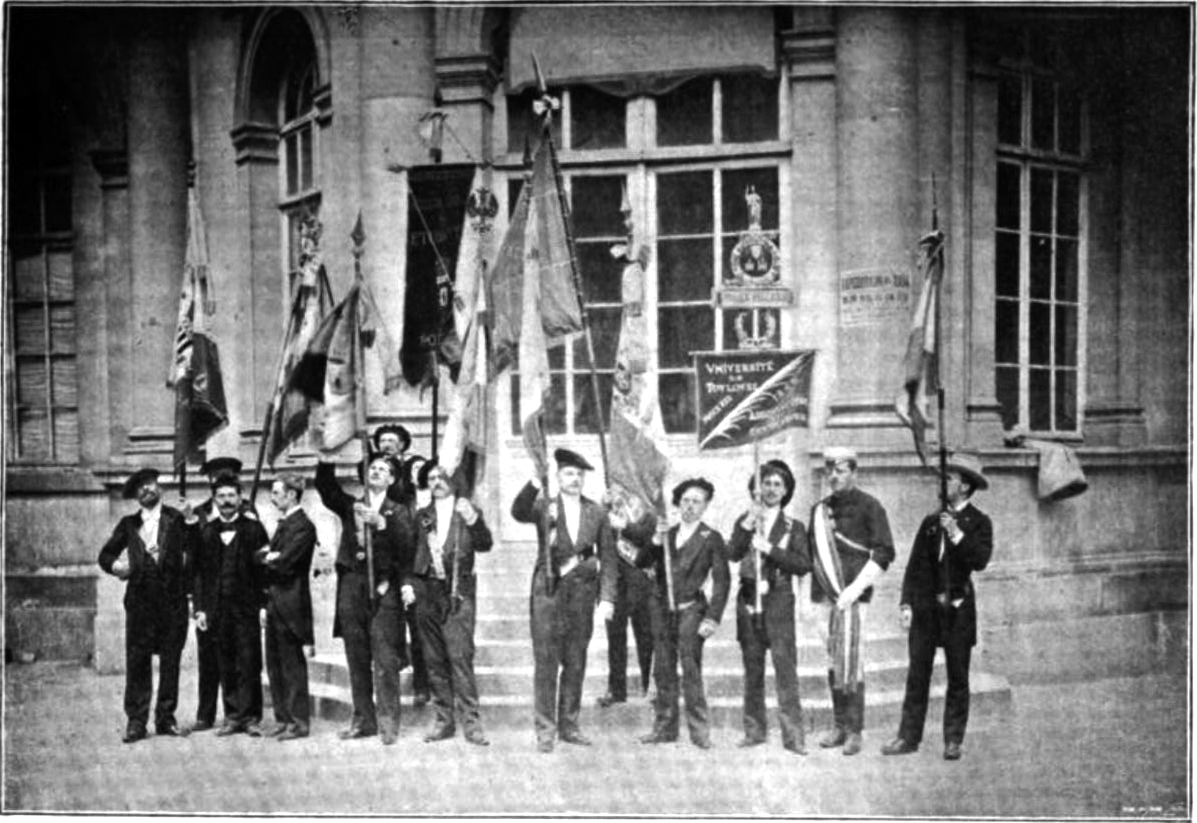
L'AGEC lors l'inauguration du nouveau palais de l'université les 2 et 3 juin 1894

Les extensions des années 1890-1900
En 1875, il est envisagé de regrouper la faculté des sciences, éclatée sur trois sites, dans un bâtiment indépendant construit sur un terrain près du lycée Malherbe (ancienne abbaye aux Hommes) ou au sein d'un établissement de bains désaffecté situé rue Daniel-Huet,. Mais en avril 1875, on prend finalement la décision d’agrandir les bâtiments sur le site existant. L’avant-projet de l'architecte de la ville Gustave Auvray est approuvé par la ville le 28 juin 1877 et par le ministère le 31 août suivant. L'agrandissement du palais et cofinancé par l'État, la ville et le département,. Les travaux commencent en 1884 et se terminent en 1888. Les nouvelles ailes sont inaugurées seulement le 2 juin 1894 en présence du recteur Edgar Zévort et du ministre de l'Instruction publique, Georges Leygues,. S'organisant autour d'une vaste cour ouverte sur la rue Saint-Sauveur, les bâtiments de l'université occupent désormais l'ensemble de la parcelle comprise entre les rues Pasteur, aux Namps, Saint-Sauveur et le chevet du vieux Saint-Sauveur. 
Dès 1879, il est question de fermer la grande cour par la construction d'une bibliothèque pour remplacer les locaux trop exigus et vétustes mis à disposition jusque-là par la ville dans un immeuble au no 30 de la rue Saint-Sauveur. En mars 1889, la bibliothèque universitaire est installée dans de nouveaux locaux situés au premier étage du palais des facultés. Mais ces locaux sont toujours insuffisants et il est décidé de construire un nouveau bâtiment. Redevenue université de plein exercice à la suite de la loi du 10 juillet 1896, l'université de Caen assure elle-même la maîtrise d'ouvrage de la nouvelle aile. Les plans sont dessinés par un entrepreneur local, Armand Marie, et par l'architecte caennais Henri Deguernel de 1903 à 1905. Ils sont approuvés définitivement par le ministre de l’Instruction publique Jean-Baptiste Bienvenu-Martin le 31 juillet 1905. Le 4 octobre 1903, est posée la première pierre de la bibliothèque des facultés par le ministre de l'instruction publique et des beaux-arts, Joseph Chaumié. Ce bâtiment est construit entre les deux nouvelles ailes des années 1880, en fermant le quadrilatère et en isolant ainsi la cour centrale de la rue Saint-Sauveur.
Les projets avortés des années 1930
Malgré ces différents agrandissements, les locaux s’avèrent très rapidement insuffisants et mal adaptés. De plus, les bâtiments, à l'exception de la bibliothèque, sont jugés malcommodes et très mal distribués. En raison de la loi Combes, le couvent des Ursulines, situé à proximité rue Pasteur, est mis en liquidation. En 1907, le doyen de la faculté des lettres, Lemercier, vice-président du conseil de l'université, propose d'acquérir le terrain de 7 000 m2 : « Il s’y trouve des hôtels avec leurs dépendances, que nous pourrions soit mettre bas, soit aménager en vue de certains services, soit affecter au logement de personnes attachées à l’Université, à une maison des étudiants, etc. Cette acquisition, pour de longues années, mettrait l’Université très au large. Elle pourrait assez rapidement édifier un institut de physique et de chimie, une grande salle en vue de cours publics, de réunions générales du personnel, des examens, salle que le Recteur pourrait prêter ». Mais le conseil de l'université se montrer peu favorable au projet et finalement le terrain est acheté par la ville de Caen pour y construire le lycée de jeunes filles (actuel collège Pasteur),. Une partie de l'ancienne église Saint-Sauveur est occupée par la faculté des sciences. Dès 1917, celle-ci réclame « de toute urgence [de] faire construire des bâtiments spéciaux pour la chimie, pour la physique, et pour les sciences naturelles en dehors du palais actuel de l’université ». Dans les années 1920, un projet de construction légère au sein de la grande cour de l'université est envisagé pour accueillir l'institut technique de Normandie (ancêtre de l'école d'ingénieurs), mais est finalement abandonné au profite de la location d'un immeuble de la rue de Geôle. On envisage également de construire un nouveau bâtiment dans la cour d'honneur pour accueillir l'institut commercial, mais faute de crédits le projet est abandonné.
Un concours est lancé en 1938 pour construction d'une nouvelle faculté des sciences sur des terrains pris sur la Prairie, à côté de la Maison des étudiants (inaugurée en 1928 sur l'avenue Albert-Sorel) et du laboratoire départemental de bactériologie du Calvados (établi en 1932 sur la rue du Stade, actuelle rue Fred-Scamaroni). Il est remporté par Georges Damblère et René Viard ; mais le manque de fonds, puis la guerre ralentit le projet qui ne sera jamais mené à bien.

### La destruction
Le 7 juillet 1944, un mois après le débarquement de Normandie, lors de l’opération Charnwood, 2 200 tonnes de bombes explosives sont larguées sur la ville. L'université n'est pas directement visée, mais quelques bombes tombent sur l’aile de chimie, provoquant l’incendie dévastateur des produits inflammables,. Le bâtiment est entièrement détruit par le brasier. Les ruines de la bibliothèque sont sécurisées afin de servir de locaux provisoires pour l'administration municipale, l’hôtel de ville (ancien Séminaire des Eudistes de Caen) ayant également été détruit. Considérant que les bâtiments du XIXe siècle n'offrent que peu d'intérêt, les autorités font entièrement raser les vestiges de l'université ; les derniers vestiges disparaissent pendant l'été 1960. Certains contemporains toutefois s'en émeuvent ; l'association des amis du Vieux Caen déplore ainsi la destruction de « ces belles portes de l'ancienne université qui auraient été très bien incluses dans les murs de la nouvelle. »
Dans le cadre de la reconstruction, l'administration table sur l’accueil de 3 500 étudiants et choisit de construire une nouvelle université à l'extérieur du centre-ville. Sous l’impulsion de Pierre Daure, l'édification d'un campus « à l'américaine » sur les hauteurs du Gaillon (actuel campus 1) est confiée à Henry Bernard et s’étale de 1948 à 1957. Sur une partie de l'ancien site du palais des facultés (rues Pasteur et aux Namps), sont construits des immeubles, alors que l'espace central (côté rue Saint-Sauveur) est transformé en jardin public (square Camille Blaisot) afin de dégager le chevet de l'ancienne église Saint-Sauveur.

## Architecture
Le bâtiment originel (XVe – XVIe siècles)
Au XVIe siècle, Charles de Bourgueville décrit les « grandes écoles » comme « un grand, magnifique et superbe bastiment qui contint, en longueur, l'espace de cent cinquante marches, et faict tout le costé d'une rue ; car aussi en ce seul bastiment sont les escoles de théologie, Droits canon et civil, médecine et les arts, où se font les lectures publiques et actes de chaque Faculté. Et au mitan, est posée une belle et singulière librairie fournie d'une infinité de livres de toute science, de laquelle les docteurs et le clavier d'icelle Université ont les clefs, pour la clorre et ouvrir aux estudiants. Et au haut de la vis d'icelle est posée une horloge et cadran, afin que les docteurs, régenz et escoles soyeut bien réglez en leurs lectures. »
Le bâtiment du XVIIIe siècle
L’université construite tournant du XVIIe – XVIIIe siècles était constitué d’un corps central de cinq travées à un étage flanqué de deux ailes latérales de trois travées, chacune à un seul niveau. Deux bâtiments à un niveau, parallèles au premier et en avant, complétaient ce dispositif qui formait ainsi une petite place ouverte sur la rue Pasteur. Le bâtiment central accueillait au rez-de-chaussée la salle de l'école droit civil et à l'étage la bibliothèque. À droite, coté rue aux Namps, se trouvaient la salle de l'école de droit canon, séparée par celle de droit civil par un vestibule et un cabinet. À gauche, côté église Saint-Sauveur, se trouvait l'école de médecine, séparée par la salle de droit civil par l'escalier et un vestibule. L'aile côté rue aux Namps accueillait la salle de l'école de théologie et une petite salle dite l'écoute. L'aile en face accueillait la salle des Arts, séparée de la cour par un grand vestibule.
Le bâtiment après les extensions du XIXe – XXe siècles
Au XIXe siècle, on rehausse les bâtiments latéraux d’un étage (1844) et on double en épaisseur le corps central, notamment en construisant un avant-corps central sur la cour arrière pour abriter l’escalier (1844-1888).
Deux nouvelles ailes sont construites le long de la rue aux Namps, puis devant le chevet de l’église. Tous les nouveaux bâtiments, sont construits sur un soubassement afin de rattraper la pente existant entre la rue Pasteur et la rue Saint-Sauveur. Hormis ce fait, les extensions reprennent le même code architectural que les bâtiments originaux de facture classique : fenêtre avec voûte en plein cintre au rez-de-chaussée, fenêtre à linteau droit à l’étage et toit mansardé.
Dans les années 1900, la grande cour qui donnait sur la rue Saint-Sauveur est fermée par un nouveau bâtiment abritant la bibliothèque construit par Henri Deguernel. Cette bibliothèque possédait 9 kilomètres de rayonnage pouvant accueillir 300 000 volumes sur trois niveaux. La salle de lecture (longue de 22 mètres et d’une hauteur de plafond de 6 mètres) pouvait accueillir plus de 100 lecteurs.

Bâtiment sur la rue Saint-Sauveur
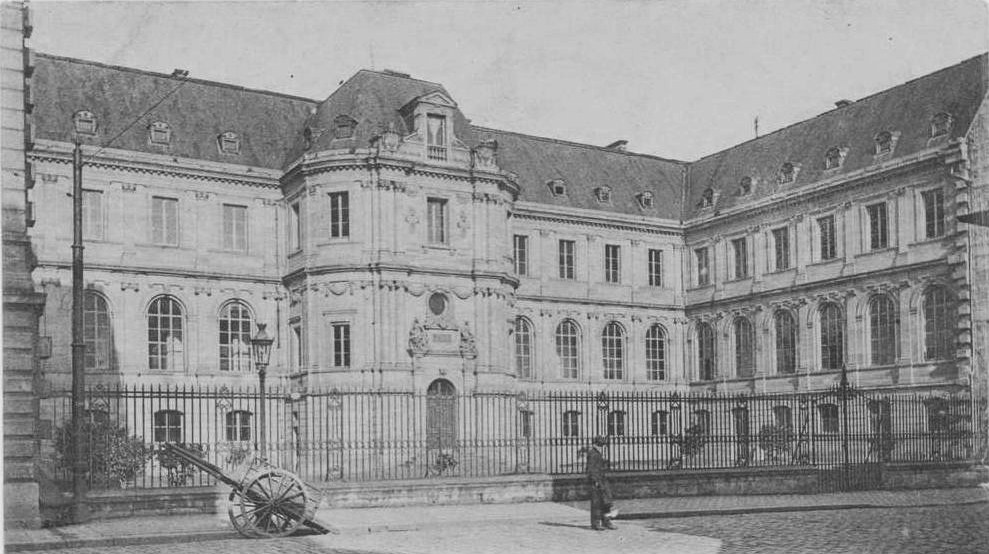
La cour avant la construction de la bibliothèque
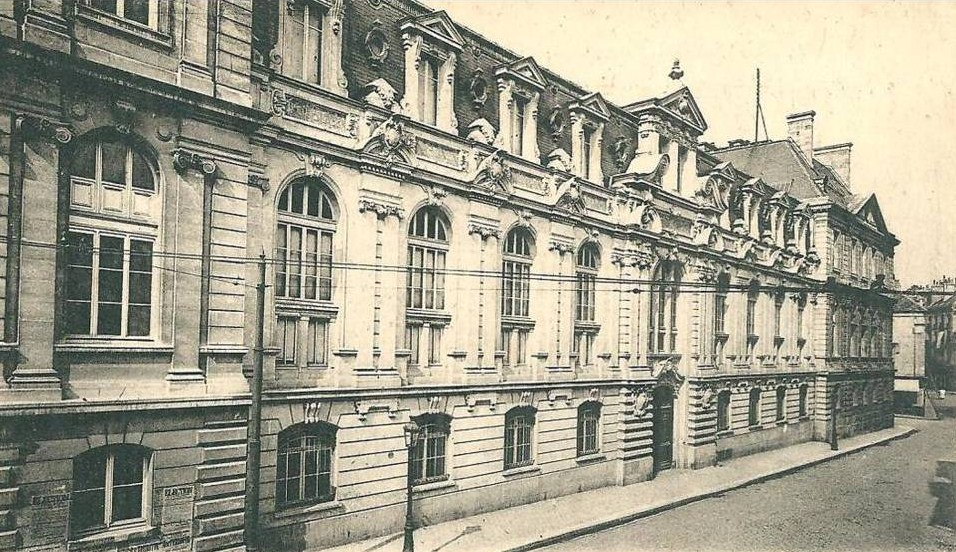
Bibliothèque universitaire

La statuaire
L'université inaugure le 5 août 1847 un ensemble statuaire constitué de :
- deux statues représentant :
  - François de Malherbe,
  - Pierre-Simon de Laplace ;
- des bustes représentant :
  - Pierre Varignon,
  - Guillaume-François Rouelle,
  - Hippolyte-Victor Collet-Descotils,
  - Augustin Fresnel,
  - Jean Vauquelin de La Fresnaye,
  - Jules Dumont d'Urville.

Hautes de 2,35 m, les statues en bronze sont posées sur deux piédestaux en granit de Vire d'1,85 m dans la cour sur la rue Pasteur. Les piédestaux sont dessinés par l'architecte de la ville Émile Guy ; la statue de Malherbe est l’œuvre de Antoine Laurent Dantan, et celle de Laplace de Jean-Auguste Barre,. 
Les bustes sont installées dans le péristyle de l'hôtel de l'université — construit à la place de l'ancien collège des Arts — à l'entrée des salles de la faculté des sciences. 
Les statues sont déboulonnées le 26 janvier 1942, sous le régime de Vichy, dans le cadre de la mobilisation des métaux non ferreux, pour être fondues. Un groupe d'étudiants tente d’empêcher l'enlèvement des statues et manifeste en suivant le véhicule qui les emporte.

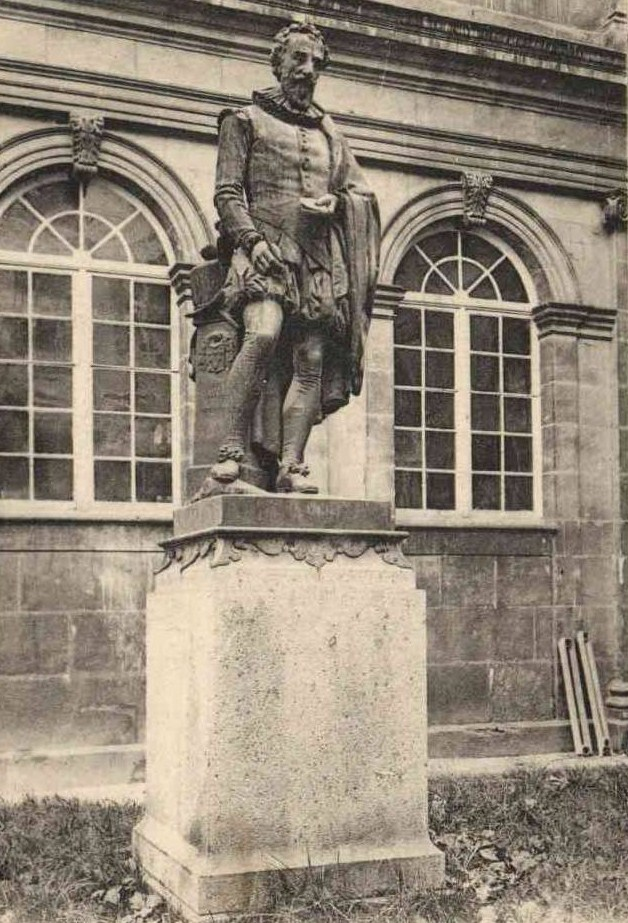
Statue de François de Malherbe.
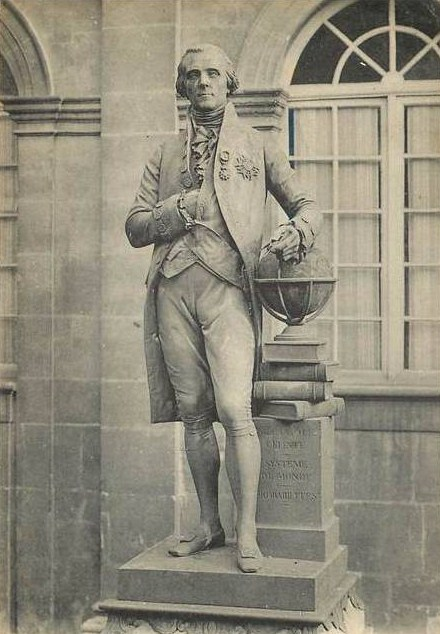
Statue de Pierre-Simon de Laplace.

Sur les façades de la bibliothèque construite de 1903 à 1906 sont placés dans les acrotère des plaques en marbre afin de célébrer des savants normands :
- Côté rue Saint-Sauveur
  - Rouelle,
  - Varignon (mathématicien),
  - Vauquelin (poète),
  - Ameline,
  - Bertauld,
  - Fresnel (physicien géomètre),
  - Fontenelle (poète, philosophe)
  - Corneille (poète).
- sur la façade côté cour
  - Delavigne poète, académicien),
  - Desgenettes (médecin),
  - Leverrier (astronome),
  - Segrais (poète, académicien),
  - Dulong (chimiste et physicien),
  - Chappe (ingénieur),
  - Huet (poète, philosophe, fondateur de l’académie de Caen, académicien, évêque),
  - Demolombe.

Le 8 juin 1920, est inaugurée dans la galerie d'entrée une plaque de marbre noir rappelant les noms des quarante étudiants immatriculés en 1913-1914 ou pendant les années suivantes, morts pendant la Première guerre mondiale.